# Friedrich Herman Semmig

Friedrich Herman Semmig vor 1870

Friedrich Herman Semmig (* 23. Juni 1820 in Döbeln; † 22. Juni 1897 in Leipzig) war ein deutscher Schriftsteller und Lehrer und Teilnehmer der Deutsche Revolution 1848/1849. Seine Pseudonyme waren Friedrich Schmidt und Ernst Naumann.

## Leben

### Jugend und Studium
Friedrich Herman Semmig wurde am 23. Juni 1820 in Döbeln im Königreich Sachsen als Sohn des Sattlermeisters und Ackerbürgers Johann Gottfried Semmig geboren. Sein Vater betrieb neben einem bürgerlichen Gewerbe etwas Landwirtschaft. Am 29. März 1833 wurde er in die Oberquarta der Königlichen Landesschule zu Grimma eingeschult. Als „primus omnium“ (aller bester) erhielt er am 9. März 1839 sein Abitur. An der Universität Leipzig studierte er Theologie bei Georg Benedikt Winer und Philologie, aber auch Geschichte und Philosophie bei Gustav Hartenstein. Als 1841 Hermann Kriege ihn mit Hegel bekannt machte, führte es dazu, dass er die Laufbahn eines Geistlichen aufgab. Dann studierte Semmig am historischen Seminar bei Wachsmuth. 1841 trat er in die Burschenschaft „Kochei“ ein. Er veröffentlichte Gedichte in Herloßsohns „Komet“ und Robert Hellers „Rosen“ sowie in den Hamburger „Jahreszeiten“.
Nach der Veröffentlichung der „Gedichte eines Lebendigen“ (1841) von Georg Herwegh, kam es zu einer großen Begeisterung für diesen Dichter und Herwegh reiste durch ganz Deutschland, um sich feiern zu lassen. Vom 22. bis zum 25. Oktober 1842 hielt er sich in Leipzig auf. Die „Kochei“ veranstaltete ein großes Bankett, Herwegh erhielt einen Lorbeerkranz und Herman Semmig hielt eine Rede auf dieser Feier.
Seit 1841 weilte auch der damalige Apotheker Theodor Fontane in Leipzig. In seinen Erinnerungen Von Zwanzig bis Dreißig schildert er im „Viertes Kapitel. Der Herwegh-Klub.“: „In diesen Klub sah ich mich natürlich alsbald eingeführt und machte da die Bekanntschaft von einem Dutzend anderer Studenten, meistens Burschenschafter, einige schon von älterem Datum. Es waren folgende: […] Semisch oder Semig, Dr. Wilhelm Wolfsohn, Max Müller. Alle haben in der kleinen oder großen Welt von sich reden gemacht.“
Am 6. Dezember 1843 wurde Herman Semmig vom Leipziger Universitätsgericht mit dem consilium abeundi und vier Wochen erschwertem Karzer wegen seiner burschenschaftlichen Aktivitäten verurteilt.
Der „Privatgelehrte“ Herman Semmig promovierte in Leipzig am 2. April 1845 an der Philosophischen Fakultät der Universität Leipzig zum Dr. phil.

### Vormärz und Revolution 1848/49
Sein erstes Buch „Schlesiens Reformirung und Katholisirung. Zur richtigen Beurtheilung der Gegenwart nach Dr. Wuttke’s schlesischer Geschichte“ zeigt, dass er mit der deutsch-katholischen Bewegung von Johannes Ronge sympathisierte. Er verdiente sich seinen Lebensunterhalt als Redakteur in Döbeln, Leipzig und Rochlitz.
Semmig schreibt Artikel für die damals erste sozialistische Zeitung in Deutschland, die von Karl Grün als Redakteur betreute Triersche Zeitung, die er gesammelt als Buch herausgab.
Im Oktober 1845 schrieb Semmig: „Vor kurzem ist ein Werk erschienen, das ihre Zustände mit umfassender Kenntniß schildert: Die Lage der arbeitenden Classe in England […] Wir aber wollen zeigen, wie kümmerlich es in England mit dem Rechte beschaffen ist, wo Tausende ungerächt verhungern, zu welchem fürchterlichen Elend es die unbegrenzte Ausdehnung der Industrie gebracht hat, Vielleicht zerstören wir dadurch die Illusionen von dem gepriesenen Rechtsstaate und halten das Vorwärtsschreiten Derer auf, die durch die Einführung von Schutzzöllen Deutschland an denselben Abgrund bringen wollen, dem es schon nahe genug steht“.
In einem Artikel der Zeitschrift Der Leuchtthurm schildert er die Not der kleinen Leute. Ein Gedicht namens „Kauft Veilchen!“ veröffentlichte er im März 1845 im Berliner Figaro, der Zeitung, in der Fontane debütiert hatte.
Semmig wurde, wie alle verdächtigen Demokraten, ein Opfer des metternichschen Überwachungssystems. Jacob Eduard Singer war der bekannte Geheimagent der Mainzer Zentraluntersuchungskommission des Fürsten Metternich, der ihn überwachte.
In einem Aufsatz in den Rheinischen Jahrbüchern von Hermann Püttmann entwickelte Semmig 1847 seine politischen Positionen zu Sozialismus, Kommunismus und dem feuerbachschem Humanismus, die Friedrich Engels in der „Deutschen Ideologie“ dem „wahren Sozialismus“ zuordnete.

„Es scheint, als ob die Franzosen ihrer eigenen Genies nicht verständen. Hier kommt ihren die deutsche Wissenschaft zu Hülfe, die im Socialismus, wenn bei der Vernunft eine Steigerung gilt, die vernünftigste Ordnung der Gesellschaft gibt. […] Der Communismus ist französisch, der Socialismus deutsch; ein Glück ist es für die Franzosen, daß sie einen so glücklichen Gesellschaftsinstinkt haben, der ihnen einst die wissenschaftlichen Studien wird ersetzen helfen. Dieses Resultat lag im Entwickelungsgange beider Völker vorgezeichnet; die Franzosen kamen durch die Politik zum Communismus […] die Deutschen durch Metaphysik, die zu letzt in Anthropologie umschlug, zum Socialismus. […] Beide lösen sich zuletzt in Humanismus auf. […] Der Communismus verbindet die Atome zu keinem organischen Ganzen. […] Wie der Communismus faktisch in Frankreich, seinem Hauptsitz, vertreten wird, ist er der rohe Gegensatz gegen die egoistische Zerfallenheit des Krämerstaats, über diesen politischen Gegensatz kommt er nicht hinaus, gelangt zu keiner unbedingten, voraussetzungslosen Freiheit. […] Innerhalb des Communismus kann die Tyrannei recht wohl fortbestehen, weil er nicht die Gattung fortbestehen läßt. […] Der Mensch wird im Communismus seines Wesens nicht bewußt […] seine Abhängigkeit wird durch den Communismus das das letzte, brutalste Verhältnis gebracht, auf die Abhängigkeit von der rohen Materie - Trennung von Arbeit und Genuß. Der Mensch gelangt zu keiner freien sittlichen Tätigkeit.[…] Es gibt keinen andern, denn was Weitling gegeben hat, ist nur eine Verarbeitung fourieristischer und communistischer Ideen, wie er sie in Paris und Genf kennenlernte. […] Die Communisten waren besonders stark in der Aufstellung von Systemen oder gleich fertigen Gesellschaftsordnungen (Cabets Ikarien, La Félicité, Weitling). Alle Systeme aber sind dogmatisch-dictatorisch. […] Der Socialismus gibt die anarchische Ordnung, die der menschlichen Gattung, wie dem Universum, wesentlich eigenthümlich ist. […] Schon durch seinen Namen, den Gegensatz gegen die Konkurrenz, zeigt der Communismus seine Einseitigkeit; soll denn aber diese Befangenheit, die wohl jetzt als Parteinahme ihre Geltung haben kann, ewig währen? […] Voll Vertrauen auf den sittlichen Kern der Menschheit (sagt der Sozialismus, dass) die Vereinigung der Geschlechter nur die höchste Steigerung der Liebe ist und sein sollte, denn nur das Natürliche ist wahr, und das Wahre ist sittlich.“

Chr. Abt schreibt im Kapitel „Die sociale Frage. Ein offenes Sendschreiben an die Herausgeber der ‚Rheinischen Jahrbücher zur gesellschaftlichen Reform‘, von einem Anhänger der vernünftig organisirten Gesellschaft“: „Gesetzt aber Hr. Semmig hätte dem Sozialismus den Sieg errungen, so werde ich durch die Bemerkung des Herausgebers wieder in die vorige Ungewißheit zurückgeschleudert, denn er stürzt geradezu Alles wieder um, was Hr. Semmig aufgebaut hat, wenn er ihm, der den Sozialismus als ‚Schiboleth‘ empfiehlt, den Communismus wieder anräth, da ja in Wahrheit zwischen Communismus (dogmatisch-diktatorisch, despotisch, nach Semmig) und Sozialismus nur der Unterschied stattfinde, der Theorie und Praxis von einander trenne.“ Auch Arnold Ruge äußert sich kritisch zu den in den „Jahrbüchern“ vertretenen Thesen.
Der Wächter an der Ostsee berichtete, dass Semmig in Leipzig den General-Anzeiger mit Artikeln versorgt und dass er das Muldejournal in Döbeln redigiert.'
Im März 1848 gründete Semmig in Leipzig den „sozialistischen Verein“. Er wurde erster Vorsitzender und Redakteur der Zeitung Der Volksfreund. Emil Weller wurde zum Kassierer des Vereins gewählt. Ein zweiter Verein, der sich „Demokratischer Verein“ nannte, wurde auch von Semmig angeführt. Dieser Verein stand im Gegensatz zum „Vaterländischen Verein“ Robert Blums. Darüber schrieb Blum an seine Frau Eugenie am 9. Mai 1848: „Der Vaterländische Verein ist zugrunde gerichtet, ist eine Beute Semmigs geworden, weil man sich mit leerem Formenkram herumschlägt, selten sich bespricht, dann um halb 10 Uhr anfängt und sich nach Mitternacht um nichts streitet. […] Und hätte man nun noch den Verein aufgelöst oder gesprengt, so war’s doch ein ehrenvoller Tod; aber nein, man läßt ihn elendiglich an Auswüchsen und an der Schwindsucht sterben zum Hohn und Spott der Gegner.“
In seinem Buch „Was thut Noth und was thut Blum“ spricht sich Semmig für die Notwendigkeit sozialer Reformen aus und stellt sich damit in Konkurrenz zu Blums Verein.
In der Sitzung des außerordentlichen sächsischen Landtages am 20. Juni 1848 sorgt der Abgeordnete Samuel Erdmann Tzschirner dafür, dass eine von Semmig im Namen von 448 Mitgliedern des demokratischen Vereins verfasste Petition verlesen wird.„Das Recht der freien Meinungsäußerung durch Presse und Versammlungen, dem deutschen Volk zustehend von Natur und Rechtswegen, hat sich das deutsche Volk doch erst wieder errungen durch die glorreiche Märzrevolution dieses Jahres. Das ist eine geschichtliche Thatsache und die Geschichte läßt sich nicht wegläugnen. […] Wir meinen ferner: die Freiheit der Meinungsäußerung müsse unbeschränkt sein und einzig und allein der Verleumder sei wegen seiner verleumderischen Meinungsäußerung straffällig. […] und die constitutionelle Monarchie dürfe keine andere Garantie für sich haben, als sich selbst und ihren Werth.“ Außerdem reichte Semmig diese Petition zur freien Meinungsäußerung auch an die Frankfurter Nationalversammlung durch den Abgeordneten Arnold Ruge ein.
Pfingsten 1848 war Semmig Teilnehmer des Frankfurter Demokratenkongresses, der die demokratische Republik als einzig annehmbare Verfassung für das deutsche Volks forderte. Ein Besuch in Köln nach dem Kongress, um Karl Marx und Friedrich Engels kennenzulernen, schlug fehl, weil Semmig ihre Wohnungen in Köln nicht fand. Für seine journalistische Arbeit nutzte Semmig auch intensiv die Neue Rheinische Zeitung von Marx.
Am 29. September 1848 versuchte Semmig, unterstützt von etwa 60 Mitgliedern seines Vereins, Emil Weller, der zum Bund der Kommunisten in Leipzig gehörte, aus dem Demokratischen Verein auszuschließen.
Am 9. November 1848 war in Leipzig bekannt geworden, dass Robert Blum gefangen genommen worden sei. Eine größere Versammlung, an der auch Semmig beteiligt war, beschloss, dass der Leipziger Bürgermeister Hermann Adolph Klinger sofort in Dresden und bei der Frankfurter Nationalversammlung Protest einlegen sollte. Blum wurde aber schon an diesem Tag hingerichtet. In dem Gedicht „Robert Blum“ setzte Herman Semmig Blum ein Denkmal, das noch 1855 beschlagnahmt und vernichtet werden sollte.
Der Leipziger Verein Semmigs und Wellers gehörte auch zum „Centralausschuß der Demokraten“.

#### Dresdner Maiaufstand und Flucht
Herman Semmig nahm auch am Dresdner Maiaufstand teil. Wie er Jahre später dem Biografen von Richard Wagner mitteilte:

„Ich habe Wagner nur zum erstenmale am Morgen des 9. Mai 1849 gesehen, obschon in dem Momente, wo ich in der xstraße der provisorischen Regierung begegnete, die ich von dem Eindringen der Preußen benachrichtigen wollte, ist mir nicht mehr klar. Hier redete mich der mir schon längst aus Leipzig bekannte Bakunin an und zog mich mit fort. Wir gingen zu Fuß bis nach Tharandt, wo Herr Heubner einen Wagen nahm. Es ist mir, als ob erste eine Weile nachher unterwegs R. Wagner zu uns (Herr Heubner und Bakunin nahmen den Rücksitz, ich ihnen gegenüber) in den Wagen stieg; Herr Heubner sagte mir: ‚Herr Kapellmeister Wagner‘. - An ein Gespräch war nicht zu denken; vor uns, um uns; hinter uns nichts als bewaffnete Scharen, welche Aufregung! Aber alles Lärm um uns her, alles Stürmen und Waffenrasseln der Massen um uns her war übertäubt von den flammenden Reden R. Wagners. Niemals habe ich einen Menschen in solcher Aufregung gesehen. Möglich, daß die nervöse Aufregung, die alle Glieder in ihm durchzuckte, nur musikalischem Genius in diesem Maße eigen ist; aber an diesem Morgen ging für dem Komponisten alles in der Revolution auf. ‚Krieg‘ und immer ‚Krieg‘ rief er, das war das einzige, was er auf den Lippen und im Kopfe hatte, es war ein solcher Sturm von Worten, daß ich mich unmöglich auf alles besinnen kann. Aber um nichts gebe ich den Eindruck hin, den mir R. Wagner zurückgelassen hat, um nichts die Erinnerung an diesen Moment, wo, umringt von waffenstarrenden Scharen, der gewaltige Komponist der ‚Nibelungen‘ mir als Rienzi, als Tribun des Volkes erschien. Es überkommt mich ein tiefironisches Lächeln, wenn ich an die schmachtenden Frauen und Jungfrauen denke, die in Verzückung für die angebliche Liebesmusik des Dichterkomponisten geraten. Hätten ihn die zarten Schwärmerinnen an jenem Morgen gesehen, sie wären geflohen, wie vor einem Graus! Wohl länger als eine halbe Stunde währte dieser Paroxismus und so war ich von [Rest des Textes fehlt in der Vorlage].“

Ein am 22. Mai 1849 erlassener Haftbefehl beschreibt sein Äußeres:

„Semmig, Friedrich Hermann, Dr. phil. aus Döbeln. Alter: 29 Jahre; Statur: mittel; Haare: blond; Augen: blau; Nase: länglich; Gesicht: rund, gesund. Verfolgt vom Criminalamt zu Leipzig, den 22/5/. 49. cf. allg. Polizei-Anzeiger XXVIII 227.“

Über Semmigs Flucht berichteten auch die damaligen Tageszeitungen.

### Emigrant in Frankreich

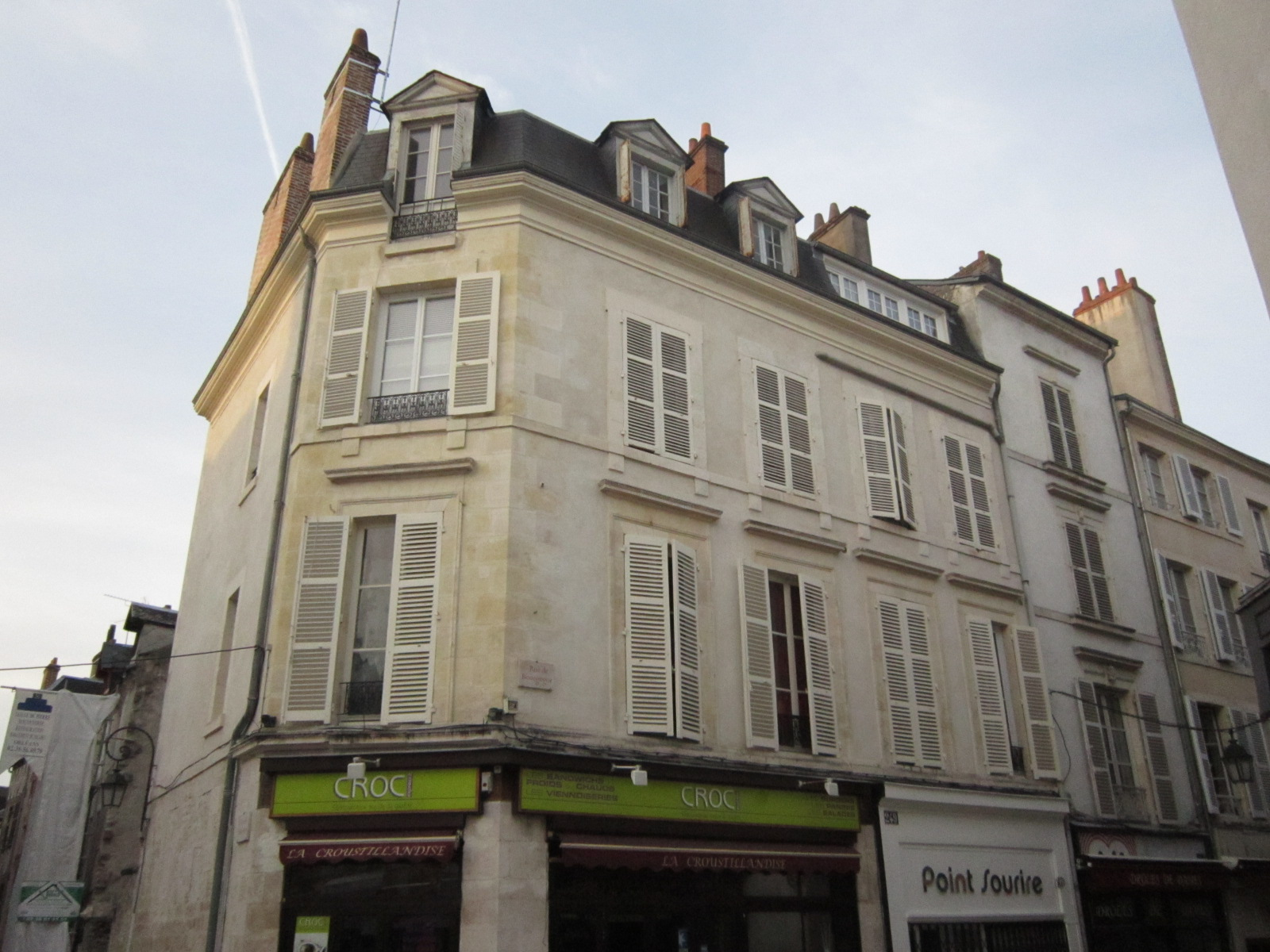
Wohnhaus der Familie Semmig in Orléans und Geburtshaus der Töchter Jeanne Berta und Adèle Amanda.

Herman Semmig flüchtete über Bamberg, Würzburg und Frankfurt nach Baden. Bereits steckbrieflich verfolgt, überschritt er ohne Papiere am 23. Juni 1849 bei Kehl die französische Grenze. Zunächst hielt er sich in Straßburg auf und schrieb die Streitschrift: Handwerk bringt keinen goldenen Boden. Erlebnisse eines Handwerkers. Im Juni 1849 lernte er Moses Heß hier persönlichen kennen. Aus Straßburg ausgewiesen führte er eine Zeit lang ein wahres Wanderleben, das ihn durch ganz Frankreich führte und ihn mit den Sitten und Gebräuchen dieses Landes bekannt machte. Seine Eindrücke, Erkenntnisse und Beobachtungen verwertete er zu Berichten für deutsche Zeitungen und Zeitschriften. Aus dieser stammen aber auch zwei dramatische Arbeiten Das Lied an die Freude und Freitag unter dem Pseudonym „Friedrich Schmidt“ erschienen.

#### Berufliches
Im Sommer 1854 erhielt er eine Stelle als Studienaufseher am städtischen Gymnasium zu Quimper. Dann war er Sekretär eines jungen Gelehrten in Paris und Hauslehrer bei einer adeligen Familie in der Vendée. Nachdem ihm am 29. Oktober 1858 das Recht, als Lehrer angestellt zu werden, ohne Prüfung an der Sorbonne erteilt wurde, erhielt er durch Fürsprache des mit ihm befreundeten Historikers Jules Michelet am 15. Oktober 1860 die Stellung eines Lehrers der deutschen Sprache am Staatsgymnasium zu Le Puy in den Sevennen, die er später mit einer ähnlichen in Chambéry vertauschte. Von September 1862 bis 1870 war er als Gymnasiallehrer in Orléans am „Lycée Imperérial d’Orléans“ für Deutsch angestellt.
Während des italienischen Krieges 1859 nahm er für Napoléon III. Partei, ebenso wie seine Freunde August Hermann Ewerbeck und Moses Heß.
Im Frühjahr 1863 bat sein Vater den sächsischen König Johann, seinen verbannten Sohn zu amnestieren. Erst 1865 kam es im Königreich Sachsen zu einer allgemeinen Amnestie, aber Semmig kehrte nicht nach Deutschland zurück. Die Gründe dafür beschrieb er in dem Artikel Die sächsische Amnestie, den er in der Allgemeinen deutschen Arbeiter-Zeitung veröffentlichte. 1865 stellte sich Semmig einer „wissenschaftlichen Prüfung“ („Agrégations Examen“) an der Sorbonne, durch die er die „Stellung eines Titularprofessors“ erwarb.
Im September 1869 wurde ihm aufgrund seiner Verdienste um die Erforschung der keltischen Sprache und Kultur angeboten, die „Revue Celtique“ mit herauszugeben. Während des Krieges 1870/71 wurde er in Orléans als „Spion“ verdächtigt, und er sah sich gezwungen, Frankreich zu verlassen. Seine Freundin Louise Otto-Peters berichtete über seine Flucht 1870: „Ebenso erging  dem deutschen Schriftsteller Hermann Semmig in Orleans. Derselbe hat als einer der ersten Dichter und Vorkämpfer für das Freuenrecht und Mitarbeiter der ersten Frauenzeitung (die ich L. O. 1849 gründete) besonderes Anrecht auf die Sympathien unserer Leserinnen. Als sächsischer Maiflüchtling von 1849 kam er nach Frankreich und ward in Orleans Professor, dort verheirathete er sich vor einigen Jahren mit einem jungen Mädchen aus Orelans – er schrieb von ihr in die Heimath‚ ein echt weibliches, deutsches Gemüth, das zufällig französisch plaudert‘, – und lebte da in der in jeder Beziehung, glücklichsten Verhältnissen, mehr auch als Schriftsteller thätig, französische und deutsche Litteraturkenntnisse vermittelnd, bald in Französische, bald in deutsche Zeitungen (wo unseren Leserinnen seinen Namen gewiß öfter begenet sidn) und immer auch Rücksicht nehmend auf die Leistungen und Stellung der Frauen. auch Semmig mußte Orleans und damit seine glückliche Existenz verlassen und über England in seine sächsische Heimath flüchten. Er weilt jetzt in Leipzig, aber Weib und Kinder mußte er einstweilen noch in der Bretagne zurücklassen.“

#### Familie
Am 16. August 1866 heiratete er in Orléans die Französin Adèle Martha Cornichon, mit der er in glücklicher Ehe lebte. Am 16. Mai 1867 wurde dort seine Tochter Jeanne Berta und die zweite Tochter, Adèle Amanda, am 1. November 1868 geboren. Sein dortiges Wohnhaus „249, rue de Bourgogne“ ist noch erhalten.

#### Literarisches
Während seiner Emigration (1850 bis 1858) schrieb er auch sein erst posthum veröffentlichtes Drama „Schloss und Fabrik oder Die schlesischen Weber“.
Bereits in Pluy hatte er sein wichtiges Werk „Geschichte der französischen Literatur im Mittelalter“ begonnen, dass er Michelet widmete und mit einem offenen Brief an Lamartine eröffnete. Er wollte in erster Linie der Verständigung zwischen Frankreich und Deutschland dienen und einem späteren Bündnis die Wege ebnen. Dieses Buch konnte aber nicht das einhellige Wohlwollen der deutschen akademischen Kritik erreichen, obwohl es ihm in Frankreich zu Ehre gereichte.

### Letzte Jahre
Herman Semmig lehrte an der „Höheren Bürgerschule für Mädchen zu Leipzig“ bis er 1882 pensioniert wurde. In Leipzig wurde seine dritte Tochter Arminia Marta am 2. Juni 1873 geboren. Kurz nach der Geburt starb am 18. August 1873 ihre erst 26-jährige Mutter.
Er widmete sich ausschließlich seinen schriftstellerischen Arbeiten, „wobei er sowohl als Litterarhistoriker wie als Dichter und Tagesschriftsteller eine große Fruchtbarkeit entwickelte“. Wichtig waren seine Schriften „Kultur- und Litteraturgeschichte der Französischen Schweiz und Savoyens in ihrer selbständigen Entwicklung“ (Zürich 1882), Ergebnis seines zweijährigen Aufenthaltes in Savoyen. Nach dem Tod seiner Frau begann er Tagebuch zu schreiben über die Entwicklung seiner Tochter Jeanne Berta. Der Freund und Schriftsteller Friedrich Hofmann las das Manuskript und schlug eine Veröffentlichung vor. Das Buch Das Kind. Tagebuch eines Vaters wird als Semmigs bestes poetisches Werk bezeichnet. Darin teilt er seine Beobachtungen über die ersten Jahre seiner erstgeborenen Tochter mit. Er widmete das Buch seiner verstorbenen Frau. Außerdem veröffentlichte er noch das Buch Die Jungfrau von Orleans und ihre Zeitgenossen, über ein Thema, mit dem er sich schon längere Zeit beschäftigt hatte.
Sein Buch Das Kind übersandte er mit einem vierseitigen englisch geschriebenen Brief an Charles Darwin samt Anmerkungen zu dessen Aufsatz: A Biographical Sketch of an Infant.
Semmig starb nach kaum achttägiger Krankheit an einem Herzschlag am 22. Juni 1897 einen Tag vor seinem 77. Geburtstag in seiner Leipziger Wohnung „Sophienstr. 49, III. Etage“. „Mit dem Burschenschaftsband auf der Brust wurde er in den Sarg gelegt und auf dem Johannesfriedhofe […] bestattet“. „Am 25. Juni brachten sie den alten Kämpfer zur Ruhe […]. […] die Leipziger Burschenschaften Arminia, Germania und Dresdensia ihrem alten Herrn mit den heiligen Farben den letzten Dienst erwiesen“.

## Ehrungen
- Am 3. Dezember 1862 wurde er zum Korrespondierenden Mitglied der „Société Académique de la Loire-Inféricure“ in Nantes ernannt.[86]
- An seinem Geburtshaus in der Bäckerstraße 11 in Döbeln wurde nach dem Zweiten Weltkrieg eine Gedenktafel angebracht. In der Wendezeit 1989–1990 wurde die Tafel entfernt. Am 22. Mai 2012 wurde eine neue Gedenktafel an dem Haus in der Bäckerstraße in Döbeln angebracht.

„Zur Erinnerung an die / Vorkämpfer für Freiheit, Demokratie / und die Einheit Deutschlands / 1848-49 / Gottfried Semmig (1789–1863) / Dr. Herman Semmig (1820–1897) / und an die Dichterin / Jeanne Berta Semmig geb. i. J. 1867 / deren Heimat dieses Haus war“

## Würdigungen
„Die Gerechtigkeit erfordert, daß Prof. Semmig (wie Tausende Andere, die im Jahre 1848 sociale Republikaner waren) heute auf streng nationalem Boden stehen. Er hat in den 50er Jahren bis 1870 in Orleans als Professor der deutschen Sprache und Literatur gewirkt, und wurde als Deutscher ausgetrieben und wirkt seither wieder in Leipzig.“

„Zugleich war mein Freund Hermann Semmig (der auch für die Rechte der Frau eintrat) ein eifriger Socialist.“

„Zum publizistisch rührigsten Kreis der wahren Sozialisten gehörte Hermann Semming (1820–1897), wie fast alle seine Gesinnungsfreunde ein aufrechter und ehrlicher Freund des Proletariats, gleich ihnen befangen in idealistisch-utopischen Vorstellungen und lange Zeit Befürworter eines sich der Propaganda und Überredung bedienenden Weges zum Sozialismus. Auch Semmigs Denken blieb nicht unbeeinflußt von Engels’ Werk, um dessen Verbreitung er sich bemühte. Die Schrift untergrub seine Zuversicht auf die Erziehbarkeit der Bourgeoisie zu humanistisch-sozialistischem Handeln und zwang ihm die Erwägung auf, daß wohl allein das Proletariat die sozialistische Umgestaltung der Gesellschaft bewerkstelligen könne.“

„Frommer Sinn, Sittenstrenge, Ernst, Tüchtigkeit, Verantwortungsgefühl, das waren die kostbaren Tugenden, die er von seinen bäuerlich-handwerklichen Vorfahren ererbt hatte; sie wurden vertieft durch seine Bildung, durch den offenen Blick und lebhaften Geist, der ihm angeboren war.“

## Werke
- Reformationszeit. Breslau 1845[91]
- „Schlesiens Reformirung und Katholisirung. Zur richtigen Beurtheilung der Gegenwart nach Dr. Wuttke’s schlesischer Geschichte“. A. Schulz, Breslau 1845
- Sächsische Zustände nebst Randglossen und Leuchtkugeln. C. F. Vogel, Hamburg 1846 Openlibrary[92]
- „Sachsen! Was thut Noth und was thut Blum? Ein offenes Wort“. Impressum: Dr. Vollrath, Leipzig; E. O. Weller, Leipzig 1848
- Handwerk bringt keinen goldenen Boden. Erlebnisse eines Handwerkers nebst einer Einleitung über die Stellung und Zukunft des Handwerkerstandes. Ein Mahnruf an den gesamten Handwerkerstand. Meisel’s Sortimentshandlung, Herisau 1849
- La Déclinaison allemande simplifiée et complétée. L. Hachette, Paris 1857
- Voyages faits dans l’intérieur de l’Oyapock, de 1819 à 1847 par M. Thébault de la Monderie. Compte-rendu. Guérand, Nantes 1858
- Paimboeuf, Saint-Nazaire, Escoublac, impressions de voyage. A. Guéraud, Nantes 1860
- Geschichte der französischen Literatur im Mittelalter nebst ihren Beziehungen auf die Gegenwart. Otto Wigand, Leipzig 1862 Digitalisat[93]
- Das Kind. Tagebuch eines Vaters. H. Hartung & Sohn, Leipzig 1875 (2. verm. und verb. Aufl.1876 Openlibrary)[94]
- Das Frauenherz. Lebensbilder und Dichtungen. Kempe, Leipzig 1879
- Kultur- und Litteraturgeschichte der Französischen Schweiz und Savoyens. In ihrer selbständigen Entwicklung zum ersten Male dargestellt. Trüb’sche Buchhandlung (Th. Schröter), Zürich 1882 (2. Aufl., Zürich 1884)
- Französisches Frauenleben. Ein Mosaikgemälde. Krüger, Leipzig 1883 (Mikrofiche-Ausg.:Glen Rock, NJ. Microfilming Corporation of America, 1975)[92]
- Fern von Paris.Erzählungen und Novellen aus der Schweiz und dem Innern Frankreichs. Mitgetheilt von Professor Herman Semmig. 2. Aufl. Lincke, Leipzig 1884
- Eva’s Töchter bis auf Luthers Käthe. Sieben Kapitel aus der Geschichte der Weiblichkeit. Unterhaltungen für den häuslichen Herd. 2. Aufl. Friedr. Mauke’s Verlag (A.Schenk), Jena / Leipzig 1884 (Mikrofiche-Ausg.:Glen Rock, NJ. Microfilming Corporation of America, 1975)
- Die Jungfrau von Orleans und ihre Zeitgenossen mit Berücksichtigung ihrer Bedeutung für die Gegenwart. Unflad, Leipzig 1885 (2. verm. Aufl. 1887)[92]
- Ein Genzianenstrauß. Novellen und Reisebilder aus den Schweizer Alpen. Zur Feier der hundertjährigen Mode der Schweizerreisen mitgetheilt, Eugen Peterson, Leipzig 1885
- Rhein, Rön und Loire. Cultur- und Landschaftsbilder diesseits und jenseits der Vogesen. Eugen Peterson, Leipzig 1886 Hochschule Fulda - Hochschul- und Landesbibliothek online[92][95]
- „Schlesiens Reformirung und Katholisirung und seine Rettung durch Friedrich den Großen. Nebst einem Anhang: Die Zukunft der katholischen Völker“. Eugen Peterson, Leipzig 1886
- Französisches Frauenleben Ein Mosaikgemalde. A. Krüger, Leipzig 1883 (2. Ausg., Weimar 1887)
- Czar, Empereur und Republik, oder Frankreich vor dem Richterstuhl des gesunden Menschenverstandes. P. Ehrlich, Leipzig 1894[92]
- '„Friede. Der deutsch-französische Konflikt in unparteiischer Beleuchtung. Ein Nachwort zur 25jährigen Gedenkfeier des Sedantages“. Opitz u. Böhme, Leipzig-Neustadt 1896[92]

### Aufsätze (Auswahl)
- „Communismus, Socialismus, Humanismus“. In: Rheinische Jahrbücher zur gesellschaftlichen Reform. Hrsg. unter Mitwirkung Mehrerer von Hermann Püttmann. Bd. 1. C. W. Leske, Darmstadt 1845, S. 167 ff.
- England, seine Gegenwart und Zukunft. Nach Engels und Carlyle, dargestellt. In: „Consitutionelle Staatsbürger-Zeitung nebst Beiblättern, zur Verständigung über Gegenstände des gesellschaftlichen Lebens, der Staats- und Gemeinde-Verwaltung, der Volksbildung, der kirchlichen Verfassung und des gewerblichen Verkehrs.“ Druck und Verlag des Verlags-Comptoirs. Jg. 1845 Nr. 128, S. 513–515; Nr. 130, s. 521–224
- Sächsische Zustände. In: Rheinische Jahrbücher zur gesellschaftlichen Reform. Hrsg. unter Mitwirkung Mehrerer von Hermann Püttmann. Bd. 2. Verlagsbuchhandlung Belle-vue, Belle-Vue, bei Constanz 1846, S. 240 ff. Digitalisat[96]
- Das wilde Viertel in Leipzig. In: Der Leuchtthurm. Bd. 2, Keil, Leipzig 1847, S. 17–21[97]
- Aufruf an sämtliche Zensoren des Königreichs Sachsen. Leipzig, den 4. März 1848. In: Karl Obermann: Flugblätter der Revolution. Berlin 1970, S. 68–69. (Mitunterzeichner)
- Deutschlands Auferstehung Drama. In: Frauen-Zeitung. Ein Organ für die höheren weiblichen Interessen. Hrsg. von Louise Otto, 1849, Heft 31, S. 1–3; Heft 32, S. 1–3; Heft 33, S. 1–3
- Gegensätze in der Stellung der Frauen. In: Frauen-Zeitung. Ein Organ für die höheren weiblichen Interessen. Hrsg. von Louise Otto. 1851, Heft 5 + 6, S. 18–19
- Die Frauen in Athen. In: Frauen-Zeitung. Ein Organ für die höheren weiblichen Interessen. Hrsg. von Louise Otto. 1851, Heft 14, S. 75–77; Heft 16, S. 91–92; Heft 17, S. 101–103; Heft 18, S. 105.
- Ernst Naumann: Aus Frankreich. Reisebriefe. In: Deutsches Museum. Zeitschrift für Literatur, Kunst und öffentliches Leben. Hrsg. von Robert Prutz. F. A. Brockhaus, Leipzig 1852, 2. Jg., S. 321 ff., 561 ff., 755 ff., 862 ff. Digitalisat
- Ernst Naumann: Die Aere der Cäsaren. Ein Brief an den Herausgeber. In: Deutsches Museum. Zeitschrift für Literatur, Kunst und öffentliches Leben. Hrsg. von Robert Prutz. F. A. Brockhaus, Leipzig 1853, 3. Jg., S. 6–20 Digitalisat
- Ernst Naumann: Die französischen Provinz Theater. An den Herausgeber. In: Deutsches Museum. Zeitschrift für Literatur, Kunst und öffentliches Leben. Hrsg. von Robert Prutz. F. A. Brockhaus, Leipzig 1853, 3. Jg., S. 282–286 Digitalisat
- Merlin, un Faust breton, et les poèmes de la table-ronde dans la littérature allemande. In: Revue des provinces de l’ouest. Paris 4.1856/57 Digitalisat
- Ernst Naumann: Die neue französische Kaisergarde und die Zuaven. In: Deutsches Museum. Zeitschrift für Literatur, Kunst und öffentliches Leben. Hrsg. von Robert Prutz. F. A. Brockhaus, Leipzig 1856, 6. Jg., S. 97–102 Digitalisat
- Die Revue oder ‚Deutsche Jahrbücher‘ in Frankreich. Zur innern Geschichte des französischen Journalismus. In: Deutsches Museum. Zeitschrift für Literatur, Kunst und öffentliches Leben. Hrsg. von Robert Prutz. F. A. Brockhaus, Leipzig 1857, Nr. 38, S. 385–399
- Ernst Naumann: Paris. Ein Nach- und Widerruf aus der Vendée. In: Deutsches Museum. Zeitschrift für Literatur, Kunst und öffentliches Leben. Hrsg. von Robert Prutz. F. A. Brockhaus, Leipzig 1856, 6. Jg., S. 168–171
- Ernst Naumann: Entre chien et loup oder das Land Retz. Reisebilder aus Frankreich. In: Deutsches Museum. Zeitschrift für Literatur, Kunst und öffentliches Leben. Hrsg. von Robert Prutz. F. A. Brockhaus, Leipzig 1856, 6. Jg., S. 323–330 Digitalisat
- Die Bretagne und das Meer. Vier Reisebilder. In: Deutsches Museum. Zeitschrift für Literatur, Kunst und öffentliches Leben. Hrsg. von Robert Prutz. F. A. Brockhaus, Leipzig 1858, 8. Jg., S. 601 ff., 683 ff., 787 ff., 864 ff. Digitalisat
- Volkssagen aus der Bretagne. In: Unterhaltungen am häuslichen Herd. Hrsg. von Karl Gutzkow. Neue Folge. 3. Bd. F. A. Brockhaus, Leipzig 1858, S. 133–153 Digitalisat
- Der deutsche Sprachunterricht in Frankreich. In: Unterhaltungen am häuslichen Herd. Hrsg. von Karl Gutzkow. 3. Folge. 1. Bd. F. A. Brockhaus, Leipzig 1861, S. 968–989 Digitalisat
- „Wie die Slaven in Frankreich über Deutschland schreiben“. In: Deutsches Museum. Zeitschrift für Literatur, Kunst und öffentliches Leben. Hrsg. von Robert Prutz. F. A. Brockhaus, Leipzig 1863, Nr. 28 und Nr. 29
- Das deutsche Gespenst in Frankreich. historisch-patriotische Phantasien. In Orion. Monatsschrift für Literatur und Kunst. Hrsg. von Adolf Strodtmann. 2. Bd. Hoffmann und Campe, Hamburg 1863, S. 860 ff. und 943 ff. Digitalisat
- Geschichte des Sonetts in Frankreich, ein Literaturbild. Druck von Pontt u. von Döhren, Hamburg o. J. (Separat-Abdruck aus dem „Orion“)
- Die Jungfrau von Orleans, ihre Denkmale und Denkfest. In: Deutsche Jahrbücher für Politik und Literatur. 9. Bd. J. Guttentag, Berlin 1863, S. 455–490 Digitalisat
- Letters savoisiennes. In: L’Illustration. Journal universel. vom 29. August 1863, S. 150–151 Digitalisat
- Pariser Ostern. Plaudereien. In: Deutsches Museum. Zeitschrift für Literatur, Kunst und öffentliches Leben. Hrsg. von Robert Prutz. F. A. Brockhaus, Leipzig 1864. Jg. 14, S. 769 ff., 806 ff., 853 ff. Digitalisat
- Frankreich und England im Rothen Meere und die Deutsche Flotte. In: Magazin für die Literatur des Auslands. Hrsg. von Joseph Lehmann. 67. Bd. Ferd. Dümmerl’s Verlagsbuchhandlung Harrwitz und Goßmann, Berlin 1865, Nr. 2 und 3, S. 15–17 und 31–34 Digitalisat
- Die Sanskrit-Studien und der Japhetismus. In: Magazin für die Literatur des Auslands. Hrsg. von Joseph Lehmann. 67. Bd. Ferd. Dümmerl’s Verlagsbuchhandlung Harrwitz und Goßmann, Berlin 1865, Nr. 18, 19, 20 und 22, S. 240–242, 256–258, 271–274 und 308 Digitalisat
- Die sächsische Amnestie. In: Allgemeine deutsche Arbeiter-Zeitung. Hrsg. von Arbeiterfortbildungsverein Coburg. Nr. 132 vom 9. Juli 1865, S. 698–699 Digitalisat
- Die Kinder des Paters Loriquet. In: Magazin für die Literatur des Auslands. Hrsg. von Joseph Lehmann. Ferd. Dümmerl’s Verlagsbuchhandlung Harrwitz und Goßmann, Berlin 1867, Nr. 19, S. 261–263 Digitalisat
- Die Invaliden der Arbeit. Mittheilungen aus Frankreich. In: Beilage zu Nr. 109 der Allgemeinen deutschen Arbeiter-Zeitung hrsg. vom Arbeiterbildungsverein Coburg. Coburg 1866, S. 1071 Digitalisat
- Das Schloß Chambord. Eine Reisebild aus Frankreich. In: Deutsches Museum. Zeitschrift für Literatur, Kunst und öffentliches Leben. Hrsg. von Robert Prutz. F. A. Brockhaus, Leipzig 1865, S. 15 ff, 49 ff., 94 ff., 123 ff.Digitalisat
- Frankreich und die nordamerikanische Union. In: Deutsches Museum. Zeitschrift für Literatur, Kunst und öffentliches Leben. Hrsg. von Robert Prutz. F. A. Brockhaus, Leipzig 1865, S. 406–412 Digitalisat
- Die Rechtschreibung des Namens der Jungfrau von Orleans. In: Magazin für die Literatur des Auslandes. Hrsg. von Joseph Lehmann. Berlin 1870, Nr. 30 vom 23. Juli 1870, S. 436. Digitalisat
- Der Bischof Dupauloup von Orléans. In: Unsere Zeit. Deutsche Revue der Gegenwart. N. F. Bd. XIII.2. F. a. Brockhaus, Leipzig 1877, S. 81 ff., 198 ff. und 292 ff.
- Ein verstoßenes Kind unser Muttersprache. In: Das Magazin für die Literatur des In- und Auslandes. Berlin 1877, S. 145 ff.
- Jean Chapelain. „Eine Rehabilitirung“. In: „Das Magazin für die Litteratur des In- und Auslandes. Organ des Allgemeinen Deutschen Schriftsteller-Verbandes“. Leipzig / Berlin 1885, Nr. 31, S. 487 f.
- Die Sprache der romanischen Schweiz. Das Eindringen der französischen Sprache in das südliche Frankreich und die Schweiz. In: Kultur- und Litteraturgeschichte der französischen Schweiz und Savoyens. Zürich 1882. S. 16–28
- Elsaß-Lothringen und seine Sprache. In: Augsburger Allgemeine Zeitung. 1886, Beilage Nr. 260
- „Der clerical nationale Cult der Jungfrau von Orleons in Frankreich“. In: Augsburger Allgemeine Zeitung. 1888 Beilage Nr. 126 ff.
- Franz I, der erste König im Venusreiche und seine Priesterinnen. In: Der Salon für Literatur, Kunst und Gesellschaft hrsg. von Julius Rodenberg, Ernst Dohm und F. Kirsch. Payne, Leipzig 1889, S. 555–571

### Reden
- „Mittheilung über die Verhandlungen des außerordentlichen Landtags im Königreich Sachsen während des Jahres 1848. Zweite Kammer“. Dresden 1848, S. 171–172 (Digitalisat in der Google-Buchsuche).

### Dramen und Gedichte (Auswahl)
- Kauft Veilchen! In: Berliner Figaro. L. W. Krause, Berlin 15. Jg. 1845, Nr. 66 vom 19. März 1845[98]
- Album. Originalpoesieen von Georg Weerth, N..h..s, Friedrich Sass, H. Semmig, Theodor Opitz, Miss Speridan Carrey, Alfred Meissner, Karl Beck, Shelley, Weitling, Ferdinand Freiligrath, Anastasius Grün, Heinrich Heine, Adolph Schults, Karl Eck, Johannes Scherr, Rudolph Schwerdtlein, Joseph Schweitzer, E.W., Hermann Ewerbeck, Richard Reinhardt, Volksstimmen, Edward P. Mead in Birmingham, Ludwig Köhler, L. Seeger. Hrsg. von Hermann Püttmann. Reiche, Borna 1847 books.google.de (darin „Frühlingsruf“[99] und „Kauft Veilchen“)[100]
- Kauft Veilchen. Deutsche-Brüsseler-Zeitung, Nr. 14, 18. Februar 1847
- Robert Blum. Episches Gedicht in vier Gesängen. Brügmann in Comm., E. O. Weller, Leipzig 1848
- Frühlingsglaube [Gedicht]. In: Louise Otto (Hrsg.): Frauen-Zeitung. Ein Organ für die höheren weiblichen Interessen. 1850, Heft 22, S. 7
- Friedrich Schmidt: Freitag. Anekdote in 2 Akten dramatisiert. Als Ms. gedruckt. Sturm & Koppe in Komm., Leipzig 1850
- Friedrich Schmidt: Das Lied an die Freude. Lyrisches Drama in einem Akte nach einer Leipziger Schillersage. Als Ms. gedruckt. Sturm & Koppe in Komm., Leipzig 1850
- Die alter Jungfer; Auf der Messe; Im Concert. In: Christian Schad (Hrsg.): Deutscher Musenalmanach. Bauer & Raspe, Würzburg 1852, S. 219–225 (‚Veilchen‘ und ‚Im Concert‘) books.google.de
- Ein Paar. I–V. In: Deutscher Musenalmanach. Hrsg. von Christian Schad. Stentzel’sche Buchhandlung, Würzburg 1853, S. 408 ff. Hamburger Literarische und Kritische Blätter. Nr. 7 vom 22. Januar 1853, S. 56. Digitalisat
- (Rezension) Jules d’Herbauges: Esquisses et Récits. In: Revue des provinces de L'Quest (Bretagne, Poiton et Anjou). Paris 1858, S. 273–376[101]
- Deutsche Ostern. In: Der Social-Demokrat, Berlin, Nr. 82 vom 15. April 1866
- Das Weib. 3 Sonette an George Sand. In: Neue Bahnen. Organ des Allgemeinen deutschen Frauenvereins. Hrsg. von Louise Otto-Peters und Auguste Schmidt 1867, Heft 14, S. 111–112[102]
- Der Kreislauf des Lebens. Ein Wortspiel. In: Die Deutsche Schaubühne. Organ für Theater und Literatur. Red. von Feodor Wehl. 4. Jg. 1863, C. C. Meinhold & Söhne, Dresden 1863, Heft 3
- Das Kind. In: Die Gartenlaube. Heft 10, 1875, S. 157 (Volltext [Wikisource]).
- Die alte Jungfer. In: Die Gartenlaube. Heft 11, 1876, S. 180 (Volltext [Wikisource]).
- Einer jungen Braut. Segensspruch. In: Die Gartenlaube. Heft 31, 1877, S. 528 (Volltext [Wikisource]).
- Die deutsche Doppelwacht. (Als Antwort auf Skobeleff’s Brandrede). In: Die Gartenlaube. Heft 10, 1882, S. 164 (Volltext [Wikisource]).
- Die Retterin und der Stolz von Orleans. In: Die Gartenlaube. Heft 18, 1883, S. 288 (Volltext [Wikisource]).
- Zur Charakteristik und Naturgeschichte der Frauen - Bogumil Goltz, S. 228–229 (Auszug)
- Drei Lieder aus Dem Exil. In: Deutsches Museum. Zeitschrift für Literatur, Kunst und öffentliches Leben. Hrsg. von Robert Prutz. F. A. Brockhaus, Leipzig 1865, S. 529–532 books.google.de
- Schloss und Fabrik oder Die schlesischen Weber. Hrsg., kommentiert und mit einer Einleitung versehen von Hans Adler. Fink, München 1988, ISBN 3-7705-2507-8[103]

### Herausgeber
- Veilchen. Harmlose Blätter für moderne Kritik. Bautzen 1846–1847 Jahrgang 1847 Digitalisat[104]
- „Mulde-Journal oder der constitutionelle Freimüthige“. Redigirt von Herman Semmig. Dittmann, Döbeln 1847–1848 (Erscheinungsverlauf [1.]1847,14(8.Apr.) - 2.1848,132(30.Dez.) nachgewiesen)[105]
- Stimme des Volks. Red. H. Semmig. Leiner, Leipzig 1848.[106][107]

### Übersetzungen
- Augustin Thierry: „Entstehung und Ausbildung des Tiers-Etat in Frankreich bis zur Zeit der Renaissance.Historische Skizze. Übersetzt und bevorwortet von Herman Semmig“. Druck und Verlag der Kummer’schen Buchhandlung, Zerbst 1847[92]
- Das Mädchen im Gefängnis von André Chémier. In: Deutsches Museum. Zeitschrift für Literatur, Kunst und öffentliches Leben. Hrsg. von Robert Prutz und Karl Frenzel. Nr. 39 vom 26. September 1867, 17. Jg., F. A. Brockhaus, Leipzig, 1867, S. 402–403 Digitalisat

### Briefe
- Bayerisches Hauptstaatsarchiv, München. M.Inn. Signatur: 45677 S. 80 S. 47–48. Semmig an Hermann Kriege 9. März 1842[108]
- Bayerische Staatsbibliothek, München. Signatur: Döllingeriana II. Semmig an Ignaz von Döllinger. Vier Briefe 1886–1889
- Bayerische Staatsbibliothek, München. Signatur: Petzetiana IX. Semmig an Georg Christian Petzet. Zwei Briefe 1896
- Bundesarchiv. Der Bund der Kommunisten. Emissäre und Mitglieder. Signatur: RY 2/ I 6/ 9/ 14. August Hermann Ewerbeck (Ein Brief an A. H. Ewerbeck von H. Semmig mit handschriftlichen Notizen von [Unbekannt], u. a. über Italienisch-Österreichisch-Französischen Krieg 1859)
- The Darwin Manuscript Catalogue. Signatur: CUL-DAR177.134. Semmig an Charles Darwin 27. August 1877[109]
- Deutsches Literaturarchiv, Marbach. Handschriftenabteilung. Signatur: Cotta$Kassette Braun. Semmig an Otto Braun 28. Februar 1891 (Fotografie mit Widmung)
- Deutsches Literaturarchiv, Marbach. Handschriftenabteilung. Signatur: 36610$Hauff-Kölle$M. Semmig an das Morgenblatt für gebildete Leser 12. April 1856 und 27. November 1856
- Deutsches Literaturarchiv, Marbach. Handschriftenabteilung. Signatur: Cotta$Br. Semmig an J. G.Cotta’sche Buchhandlung. 15 Briefe (28. August 1856 bis 10. März 1895) sowie J. G. Cotta’sche Buchhandlung an Semmig, zwei Honoraranweisungen S. 423 und 578 (1855–1856)
- Deutsches Literaturarchiv, Marbach. Handschriftenabteilung. Signatur: KN 6222. Semmig an Justinus Kerner 20. Januar 1856
- Deutsches Literaturarchiv, Marbach. Handschriftenabteilung. Signatur: A: Taillandier. Semmer an René Gaspard Ernest Saint-René Taillandier 24. Mai 1863
- IISG, Amsterdam. „Moses Hess Nachlass“[110]

Signatur: B 125 Briefe aus Frankreich von einigen dort lebenden deutschen Demokraten. H[ess] an S[emmig]. Paris, May 3, [1859]. Semmig acknowledged receipt of the letter on May 15, 1859 (in D 291).
Moses Hess an Semmig: C 129 27. April 1859 (Entwurf); C 130 ca. 27. April 1859 (Entwurf); C 130a 3. Mai 1859; C 131 Hess an den Präsidenten des Comité de bienfaisance israélite vom 29. März 1866 (Entwurf)
- Moses Hess an Semmig 2. Mai 1859[111]
- IISG, Amsterdam „Kleine Korrespondenz“ Semmig an Hermann Ewerbeck 1859
- IISG, Amsterdam „Marx-Engels-Nachlass“ Signatur: D 4051 Semmig an Karl Marx 23. Oktober 1848[112]
- IISG, Amsterdam „Max Nettlau Nachlass“ Signatur: 1112 Brief 1892
- Justinus Kerner an Semmig an 14. November 1855[113]
- Landesbibliothek, Coburg. Signatur: Nachl. Friedr. Hofmann. Semmig an Friedrich von Hofmann 18. April 1877
- Münchner Stadtbibliothek (Monacensia). „Nachlass Michael Georg Conrad/Briefe“ Signatur: MGC B 1044 Semmig an Michael Georg Conrad 3. Dezember 1889
- Semmig an Karl Frenzel 28. Januar 1864 (Leserbrief)[114]
- Semming an Adolf Wolf 20. Dezember 1862 (Entgegnung an Herrn Adolf Wolf, Recensent der k. k. Wiener Zeitung. In: Deutsche Jahrbücher für Politik und Literatur. Bd. 6, J. Guttentag, Berlin 1863, S. 174) Digitalisat[115]
- Universitäts- und Landesbibliothek, Darmstadt Signatur: Br/Semmig 1 bis 10. Briefe von Semmig an Moriz Carrière 23. Februar, 24. April, 12 Mai, 26. Juli, 10. Dezember 1888; 21. November 1889; 26. Oktober 1892; 23. März 1893 und 14. Juli 1894
- Universitätsbibliothek Johann Christian Senckenberg, Frankfurt, Main. Signatur: Nachlaß Gutzkow A 2 I. Ein Brief Semmig an Karl Gutzkow 1859 sowie vier Briefe Karl Gutzkow an Semmig 1859–1864 (Abschriften)
- Universitätsbibliothek Johann Christian Senckenberg, Frankfurt, Main. Signatur: Nachlaß Gutzkow A 2 I. Ein Brief Semmig an Feodor von Wehl 1865 (Abschrift)

### Nachlass
- Nachlass von Friedrich Herman Semmig befindet sich im Stadtmuseum Döbeln. (Inhalt: 8 Archiveinheiten, Inhaltsangabe: Briefe, Fotos, Werkausgaben)
- Epistola ex Ponto an Ovidius Naso, weiland römischen Poeten und Exul. Georg Buettner, Abschrift 1851–1858. Sächsische Landesbibliothek - Staats- und Universitätsbibliothek Dresden. Signatur: Mscr.Dresd.App.2103
- Friedrich Schmidt: Das Lied an die Freude. Drama in 1 Akt. Nach der Leipziger Schillersage. Signatur: SL 103 Cod.theatr. 1409–1410[116]